# Mahaveer Raghunathan
Mahaveer Raghunathan, né le 17 novembre 1998 à Chennai en Inde, est un pilote automobile indien courant sous une licence néerlandaise. Il courait en 2019 au sein du championnat du monde de FIA Formule 2 pour le compte de l'écurie néerlandaise MP Motorsport.

## Carrière
Mahaveer Raghunathan commence sa carrière en sport automobile via la pratique du karting entre 2011 et 2013. Il fait ses débuts en monoplace dès l'année 2012, en participant à quatre manches du championnat JK Racing Asia Series pour le compte de l'écurie MECO Racing. En 2013, il participe à cinq meetings du MRF Challenge Formule 3000, ainsi qu'au dernier meeting du Formula Master China Series avec l'équipe KCMG. 
En 2014, Raghunathan participe à 18 courses au sein du championnat de Formule 4 Italienne, inscrivant 45 points en finissant à la 12ème place du classement général[réf. nécessaire].
En 2015, il prend part au championnat d'Europe de FIA Formule 3 pour le compte de l'écurie Motopark, n'inscrivant aucun point en 30 courses.
En 2016, il finit 2ème du championnat Auto GP avec l'écurie PS Racing, et monte sur le podium à 2 reprises. Il participe également à 1 meeting de GP3 Series avec Koiranen Grand Prix. 
En 2017, il réussit la meilleure performance de sa carrière en sport automobile en terminant champion de Boss GP Series - Formula Class, remportant 3 courses et signant 4 pôles positions.
Son unique apparition au volant d'une voiture de compétition en 2018 se déroule dans le cadre de la Michelin Le Mans Cup. Il prend part au premier meeting avec l'équipe United Autosports.
Après quasiment un an sans courir, il parvient à trouver un volant chez l'écurie MP Motorsport afin de participer au championnat du monde de FIA Formule 2 en 2019. Il prend pour cela une licence néerlandaise. Sa saison s'avère très compliquée, finissant 20e du championnat et n'inscrivant qu'un seul point[réf. nécessaire]. 
Lors de cette saison, il se distingue tristement en se rendant coupable d'infractions sportives parfois loufoques, il est par exemple sanctionné lors du meeting de Bahrein pour avoir franchi à 2 reprises le drapeau à damiers en fin de course. Il est aussi pénalisé pour un dépassement effectué sous le régime de voiture de sécurité sur le circuit urbain de Bakou. Après avoir perdu la somme colossale de 9 points sur sa licence lors de la seule course principale sur le circuit du Castellet, et dépassant ainsi le seuil des 12 qui sont attribués à chaque pilote en début de saison, il est suspendu par la direction de course pour le meeting suivant à Spielberg.

### Résultats en monoplace
| Saison | Championnat                       | Écurie                   | Courses | Victoires | Pole positions | Meilleurs tours | Podiums | Points | Classement |
| ------ | --------------------------------- | ------------------------ | ------- | --------- | -------------- | --------------- | ------- | ------ | ---------- |
| 2012   | JK Racing Asia Series             | Meco Racing              | 4       | 0         | 0              | 0               | 0       | 0†     | n.c        |
| 2013   | MRF Challenge Formula 1600        | MRF Racing               | ?       | ?         | ?              | ?               | ?       | 80     | 6e         |
| 2013   | Formula Masters China             | Cebu Pacific Air by KCMG | 3       | 0         | 0              | 0               | 0       | 0      | 21e        |
| 2014   | Championnat d'Italie de Formule 4 | F & M Racing             | 18      | 0         | 0              | 0               | 0       | 45     | 12e        |
| 2015   | Championnat d'Europe de Formule 3 | Team Motopark            | 26      | 0         | 0              | 0               | 0       | 0      | 39e        |
| 2015   | Masters de Formule 3              | Team Motopark            | 1       | 0         | 0              | 0               | 0       | 0      | 17e        |
| 2015   | Euroformula Open                  | Motul Team West-Tec F3   | 2       | 0         | 0              | 0               | 0       | 0†     | n.c        |
| 2015   | Formula Renault 2.0 Alps          | Cram Motorsport          | 2       | 0         | 0              | 0               | 0       | 0†     | n.c        |
| 2016   | GP3 Series                        | Koiranen GP              | 2       | 0         | 0              | 0               | 0       | 0      | 27e        |
| 2016   | Auto GP                           | PS Racing                | 10      | 0         | 0              | 0               | 2       | 163    | 2e         |
| 2016   | Boss GP Series - Formula Racing   | PS Racing                | 8       | 0         | 0              | 0               | 2       | 118    | 5e         |
| 2017   | Boss GP Series - Formula Class    | PS Racing                | 14      | 3         | 4              | 1               | 13      | 263    | Champion   |
| 2018   | Michelin Le Mans Cup              | United Autosports        | 1       | 0         | 0              | 0               | 0       | 0,5    | 46e        |
| 2019   | Formule 2                         | MP Motorsport            | 20      | 0         | 0              | 0               | 0       | 1      | 20e        |

† Raghunathan étant un pilote invité, il était inéligible pour marquer des points.